# Київгума
 «Київгума» — українське підприємство повного циклу виробництва, що спеціалізується на виготовленні виробів з гуми, латексу, силікону та пластмаси. Засноване у 1930 році. Продукція «Київгума» реалізується на території України, а також у 28 інших країнах світу.

## Історія
Підприємство сучасної «Київгуми» було засноване у 1930 році під назвою «Київкаучук». У 1931 році у зв'язку з доєднанням до системи Головпрому Наркомату важкої промисловості завод став йменуватися «Червоний гумовик». Вважається одним із перших підприємств гумових виробів в СРСР та першим в Україні. В 1991 році державне підприємство «Червоний гумовик» стало  орендною фірмою «Червоний гумовик». У 1994 році «Червоний гумовик» отримала назву «Київгума» та статус відкритого акціонерного товариства (ВАТ), яке у 2007 році було перереєстроване товариством з обмеженою відповідальністю.
Виробничі потужності заводу розташовувались у Києві, займаючи площу розміром в 9 га поблизу Московської площі (теперішньої Деміївської). У 2013 році «Київгума» перемістила свої виробничі потужності з Києва до м. Бровари у зв'язку з тим, що на її території столична влада запланувала будівництво спортивної арени у рамках програми підготовки до чемпіонату Європи з баскетболу 2015 року. Серед асортименту є й джгути Есмарха, джгут «Омега».
Після повномасштабного вторгнення підприємство продовжило роботу, виробництво було зосереджено на випуску засобів тактичної медицини.
2022—2023 року підприємство заявило про те, що виготовило для ЗСУ 400 тис. аптечок за фінансової підтримці урядів країн ЄС.

## Продукція
- Медичні гумові вироби (клейонки, грілки, джгути, бинти еластичні, рукавички);
- пробки та ковпачки для флаконів з лікарськими засобами;
- товари для дітей (соски, пустушки, прорізувачі для зубів);
- продукція для промисловості (формові та неформові вироби);
- господарські, спортивні товари та сільськогосподарські вироби;
- гумові, ПВХ та ТЕП ущільнювачі;

Асортимент продукції підприємства нараховує близько 4 тисяч найменувань. Компанія стала першим українським виробником спецкостюмів біозахисту для українських медиків під час поширення пандемії коронавірусу в Україні, була постійним постачальником військових аптечок для Міністерства оборони України.

### Структура
Персонал підприємства нараховує понад 450 осіб. Основна діяльність відбувається у межах 4 виробничих цехів. У структурі «Київгуми» є проєктно-конструкторський відділ та експериментальна лабораторія фізико-механічних та хіміко-аналітичних випробувань матеріалів і виробів. Обсяг території виробничих та складських приміщень складає 3 га, площею понад 21 тис. м2.

### Діяльність
Підприємство виробляє понад 4 тис. найменувань продукції з гуми, латексу, силікону, ПВХ, ТЕП та пластмаси для всіх галузей промисловості та народного господарства. Продукція «Київгуми» постачається в усі регіони України та 28 інших країн світу.
У 2019 році «Київгума» долучилася до програми співпраці «Спільнота експортерів» — ініціативи, створеної за підтримки Офісу з просування експорту України та Міністерства розвитку економіки, торгівлі та сільського господарства, що спрямована на розширення ринків збуту для українських підприємств у межах країн ЄС. У рамках цієї програми йдеться передусім про експорт діелектричної продукції, такої як взуття, килимки та рукавички. Окрім цього, компанія співпрацює з ЄБРР у програмі «Технічна підтримка».
У 2019 році вона стала членом Європейської бізнес асоціації (ЄБА), а до цього спільноти UNIC (Всеукраїнської Мережі Доброчесності та Комплаєнсу).
Окрім того, з 2017 року ТОВ «Київгума» є членом СУП. У 2019 році «Київгума» здобула Премію від СУП в номінації «Високі стандарти ведення бізнесу».
Підприємство бере участь у всеукраїнських та закордонних виставках промислових виробів, зокрема «Arab Health» (ОАЕ), «А+А» (Німеччина), «К» (Німеччина), «Medinex» (Азербайджан), «Зброя та безпека» (Україна) тощо, неодноразово ставало лауреатом національних премій, зокрема Спілки українських підприємців та EFQM.

## Розслідування

### 2022
2022 року Київгума заявила про тиск СБУ, пов'язаний з конкурентною боротьбою за постачання підрейкових прокладок на замовлення «Укрзалізниці». Утім, здійсненим Київгумою поставкам передувала експертиза якості та кваліфікаційні випробування установчої серії гумових прокладок. Продукція відповідала ДСТУ 2805-94. 2 червня 2022 року відбувся допит директора компанії Острогруда, він мав статус свідка.

### 2023
Директор компанії Андрій Острогруд з керівниками деяких інших підприємств звернувся до Зеленського, заявивши про атаки правоохоронців. Документ «Маніфест 42» підписали Ігор Мазепа з Сoncorde Сapital, Василь Даниляк з ОККО, Олександр Соколовський з Текстиль-Контакт. У Київгумі заявили про атаки з боку правоохоронців зі спробами продати державі китайські аптечки і витіснити виробника з ринку.

### 2024
У січні 2024 року в СБУ оприлюднили дані про те, що Київгума поставляла засоби тактичної медицини до Росії, зокрема, російським військовим. За дпними слідства, за 2022—2023 роки компанія через підставну компанію в Естонії направила до Росії кілька партій тактичних джгутів та бинтів власного виробництва на 40 млн грн.
За даними слідства, директор відділу логістики компанії Тетяна Мисак підтримувала контакт безпосередньо з представником російської ТОВ «МКТ», а товари через Естонію поставляли до Кронштадту, Санкт-Петербурга та Москви. Листування містило копії на засновника компанії Антона Кравця, суд обрав йому запобіжний захід у вигляді тримання під вартою.

## Соціальна відповідальність
Компанія підтримує медичні заклади Броварів.
У 1995 році директор компанії Микола Кравець заснував щорічну премію для найкращого випускника НаУКМА. У 2005 році директор компанії Андрій Острогруд заснував Премію імені Миколи Кравця для студентів НаУКМА «За практичний внесок у справу розбудови України».

## Структура власності
Головними власниками ТОВ «Київгума» є Антон, Роман, Інна Кравці та Андрій Острогруд.